# Murdeira
Murdeira – miejscowość leżąca na zachodnim wybrzeżu wyspy Sal w Republice Zielonego Przylądka. W 2010 roku liczyła 248 osób. Leży przy drodze krajowej EN1-SL01.